# Barrio Avenida Einstein
El Barrio Avenida Einstein (o simplemente Barrio Einstein) es un barrio de la comuna de Recoleta, en Santiago de Chile. Está delimitado al poniente por Avenida El Guanaco (encontrándose el Estadio Santa Laura al oeste), al sur por las viviendas de la vereda meridional de Avenida México (con los terrenos del Cementerio General al sur), al oriente por Avenida Recoleta, y al norte por las edificaciones de la acera septentrional de Calle El Roble. Lleva ese nombre por ubicarse en él la Avenida Einstein.
En el Barrio Einstein se emplaza, además, la ex Calpany, fábrica de calzados infantiles creada en 1960.

## Fuente
- Recoleta Ciudadana – Nido de delincuencia en la ex fábrica de Calpany (enlace roto disponible en Internet Archive; véase el historial, la primera versión y la última).